# دی‌متیل دی‌سولفید
دی‌متیل دی‌سولفید (به انگلیسی: Dimethyl disulfide) یک ترکیب شیمیایی با شناسه پاب‌کم ۱۲۲۳۲ است. شکل ظاهری این ترکیب، مایع زرد است.